# 法尔萨拉
法尔萨拉（希臘語：Φάρσαλα），古称法萨卢斯（Φάρσαλος），是希腊色萨利大区拉里萨专区的市镇。市镇面积为739.7平方公里，2021年人口数量为16,341人。
现今范围的市镇设立于2011年地方政府改革中，由原4个市镇合并而成，原市镇则成为此市镇的4个市区。法尔萨拉市区（即原法尔萨拉市镇）的面积为121.433平方公里，2021年人口数量为9,520人。

## 人口数据
| 年份 | 同名城镇 | 同名市区 | 整个市镇 |
| ---- | -------- | -------- | -------- |
| 1981 | 7,211    | -        | -        |
| 1991 | 8,457    | 9,464    | -        |
| 2001 | 9,801    | 10,812   | -        |
| 2011 | 9,337    | 9,982    | 18,545   |
| 2021 | 9,027    | 9,520    | 16,341   |